# 2 INNOCENT
『2 INNOCENT』（ツー・イノセント）は、COW COWの2枚目のアルバム。

## 内容
本作より、単独で編曲を担当した。

## 批評
CDジャーナルは「コアっぽい『E de Sky』、肩の力の抜けた『Innocent Child』、思わず苦笑の『ヨイトマケ/どっこいせ』など、どれも充実してて最近のヒット作間違いなし」と評した。

## 収録曲
全曲　作詞：PON　作曲：YOSU-KO　編曲：COW COW
1. オンボロ列車
2. サイコー・フューチャー
3. E de Sky
4. Innocent Child
5. ヨイトマケ/どっこいせ
6. H.C イン・ザ・スペース
7. メリージェーン
8. Cow's March

## レコーディング参加
- 横関敦 - ギター
- 青山純 - ドラム
- 前野知常 - マニピュレーター